# Боргу (департамент)
Боргу (фр. Borgou) — департамент Бенина, находится в центральной части страны. Административный центр — город Параку.

## История
В 1999 году из северной части департамента Боргу был выделен самостоятельный департамент Алибори.

## География
Граничит на востоке с Нигерией; с департаментами: на севере — с Алибори, на северо-западе — с Атакора, на западе — с Донга и на юге — с департаментом Коллинз.

## Административное деление

Коммуны департамента Боргу.

Включает 8 коммун:
- Бембереке (фр. Bembéréké)
- Калале (фр. Kalale)
- Ндали (фр. N'Dali)
- Никки (фр. Nikki)
- Параку (фр. Parakou)
- Перере (фр. Perere)
- Синенде (фр. Sinende)
- Чауру (фр. Tchaourou)